# 蓬生町
蓬生町（よもぎゅうちょう）は愛知県岡崎市の町名。丁番を持たない単独町名であり、34の小字が設置されている。

## 地理
岡崎市の地理的中央部に位置する。住宅地は南西部の河川沿岸に形成されて、その他の地域は基本的に森林である。

### 小字
| - 字アカトウ（あかとう） - 字石神（いしがみ） - 字上田（うえだ） - 字大平（おおびら） - 字源八前（げんぱちまえ） - 字恋ノヤゲ（こいのやげ） - 字紺屋下（こんやした） - 字椎ノヤゲ（しいのやげ） - 字下ノ切（しものきり） - 字重吉前（じゅうきちまえ） - 字タイトウ田（たいとうだ） - 字高石飛（たかいしとび） | - 字狸ハサマ（たぬきはさま） - 字田ノ入（たのいり） - 字伝右前（でんえまえ） - 字伝蔵前（でんぞうまえ） - 字トイ坂（といざか） - 字トウガ入（とうがいり） - 字土別当（とべっとう） - 字トヨケ入（とよがいり） - 字仲河内（なかごうち） - 字鍋沢（なべざわ） - 字二升蒔（にしょうまき） | - 字日向田（ひむかいだ） - 字ホドクゾ（ほどくぞ） - 字本蔵入（ほんぞういり） - 字本蔵前（ほんぞうまえ） - 字坊ノ入（ぼうのいり） - 字宮河内（みやごうち） - 字向田（むかいだ） - 字森越（もりこし） - 字弥治郎（やじろう） - 字薮ノ本（やぶのもと） - 字山鳥尾（やまどりお） |

## 世帯数と人口
2019年（令和元年）5月1日現在の世帯数と人口は以下の通りである。
| 町丁   | 世帯数 | 人口 |
| ------ | ------ | ---- |
| 蓬生町 | 33世帯 | 73人 |

### 人口の変遷
国勢調査による人口の推移
| 1995年（平成7年）  | 102人 | [ 5 ] |  |
| 2000年（平成12年） | 104人 | [ 6 ] |  |
| 2005年（平成17年） | 92人  | [ 7 ] |  |
| 2010年（平成22年） | 94人  | [ 8 ] |  |
| 2015年（平成27年） | 81人  | [ 9 ] |  |

## 小・中学校の学区
市立小・中学校に通う場合、学区は以下の通りとなる。
| 番・番地等 | 小学校             | 中学校             |
| ---------- | ------------------ | ------------------ |
| 全域       | 岡崎市立生平小学校 | 岡崎市立河合中学校 |

## 歴史
額田郡蓬生町を前身とする。
1889年10月1日に新設合併で茅原沢村、岩戸村、古部村、才熊村、秦梨村、須淵村、生平村、切越村、蓬生村で合併し、河合村となった。そして1955年2月1日に岩津町、福岡町、本宿村、山中村、藤川村、竜谷村、河合村、常磐村の残部が岡崎市に編入された。

## 施設
- 熱田神社
- 円跡寺
- 徳養寺

## その他

### 日本郵便
- 郵便番号 : 444-3333[3]（集配局：岡崎郵便局[11]）。

## 参考資料
- 「角川日本地名大辞典」編纂委員会 編『角川日本地名大辞典 23 愛知県』角川書店、1989年3月8日。ISBN 4-04-001230-5。
- 有限会社平凡社地方資料センター 編『日本歴史地名体系第23巻 愛知県の地名』平凡社、1981年。ISBN 4-582-49023-9。